# Gerdau (Alemanha)
Gerdau é um município da Alemanha localizado no distrito de Uelzen, estado da Baixa Saxônia.
Pertence ao Samtgemeinde de Suderburg.

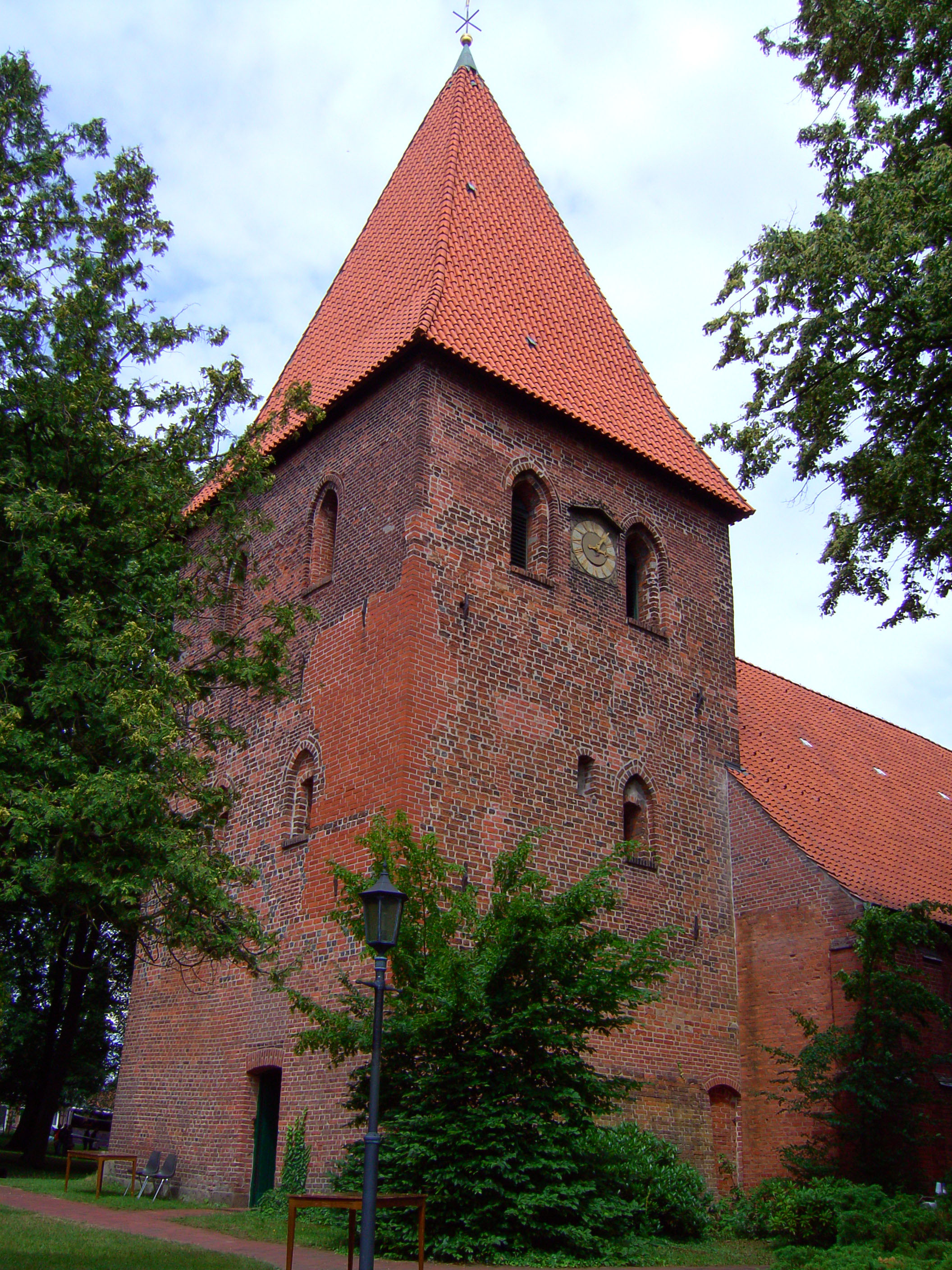
A Igreja de São Miguel (St. Michaeliskirche), em Gerdau.